# Reumatismo palindrómico
El reumatismo palindrómico (llamado así porque, de manera similar a un palíndromo, una palabra que se lee igual de atrás para adelante que de adelante para atrás, se inicia y termina aproximadamente de la misma manera) es una conectivopatía autoinmunitaria estrechamente relacionada con la artritis reumatoide, que se caracteriza por episodios breves y autolimitados de artritis.
Es una enfermedad poco conocida, y no muy frecuente. Se desconocen sus causas, aunque la patogenia de la enfermedad hace pensar que pueda estar relacionada con la gota o que sea un primer episodio de artritis reumatoide.
Es frecuente que el factor reumatoide sea negativo, por lo que el diagnóstico es fundamentalmente clínico. Aparecen episodios breves, generalmente inferiores a una semana, de inflamación, edema y dolor articular. Suele ser monoarticular, y afecta más a pequeñas articulaciones.
El tratamiento debe ser inmediato, con metotrexato y antipalúdicos (cloroquina o hidroxicloroquina). En general, los AINE no ayudan a aliviar los síntomas ni a prevenir los episodios. Un tratamiento adecuado puede evitar la progresión a artritis reumatoide.